# Kedungjambangan
Kedungjambangan is een bestuurslaag in het regentschap Tuban van de provincie Oost-Java, Indonesië. Kedungjambangan telt 2671 inwoners (volkstelling 2010).